# Tail of Hope
「Tail of Hope」(テイル・オブ・ホープ)は、2013年6月26日にavex traxから発売されたBoAの34枚目のシングル。CD+DVD、CDの2形態で発売。

## 概要
前作「Only One」から約4ヶ月ぶりのシングル。表題曲の「Tail of Hope」は、東海テレビ・フジテレビ系昼ドラ『白衣のなみだ』オープニングテーマとなっており、カップリング曲の「Baby you..」は、韓国でデジタルシングルとしてリリースされた「Disturbance」の日本語ver.となっている。タイトルが「そんな君」から変更になった。「Tail of Hope」のミュージックビデオはサイパンで撮影された。
2形態購入者特典として、「Tail of Hope 〜English Version〜」を収録したスペシャルCDをプレゼント。

## 収録曲
CD
1. Tail of Hope
作詞：Sara Sakurai、作曲：Claire Rodrigues/Daniel Sherman/Andrew Gilbert
  - 東海テレビ・フジテレビ系昼ドラ『白衣のなみだ』オープニングテーマ
2. Baby you..
作詞、作曲：BoA、日本語詞：Sara Sakurai
3. Tail of Hope (Inst.)
4. Baby you.. (Inst.)

DVD
1. Tail of Hope (Music Video)
2. そんな君  Korean ver. (Music Video)
SHINeeのテミンと共演している。
3. Tail of Hope (Making)

## Disturbance
『Disturbance』(ディスターバンス)はBoAの配信限定シングル

### 解説
韓国においての配信限定シングルとなっている楽曲。
ビデオ・クリップではSHINeeのテミンと共演している。
上記にもあるように、日本での34thシングル『Tail of Hope』にカップリング曲として「Baby you..」とした上で日本語詞に書き直した上で収録されており、日本でのアルバム『WHO'S BACK?』ではこちらの楽曲が収録された。

### 収録曲
1. Disturbance
作詞・作曲：BoA / 編曲: Tesung Kim・Yongshin Kim

### 収録アルバム
Disturbance
- 『WHO'S BACK?』(日本語詞に書き直して「Baby you..」として収録)